# Койот
 Тази статия е за животното.  За американския актьор вижте Питър Койот.  
Койотът (Canis latrans) е животно от семейство Кучеви, сродно на домашното куче. Среща се в Северна и Централна Америка. Името произлиза от ацтекското „койотъл“, което испанците произнасяли като „койот“. Въпреки че са масово избивани, койотите са сред малкото едри животни, които са увеличили територията си след разселването на хората. Днес те заемат повечето райони в Северна Америка, обитавани в миналото от вълците.

## Общи сведения
Койотът достига до 60 cm височина, а на цвят варира от сиво до жълтокафяво, понякога с червеникав оттенък. Ушите и носът са издължени и заострени, особено в сравнение с размера на главата. Теглото е между 9 и 22 kg, средно 14 kg.
Койотът може да бъде разпознат по дебелата си рунтава опашка, която често държи близо до земята. С крехкия си общ вид се различава от доста по-едрия си родственик, вълка, с неговите масивни 34 до 57 kg. Койотът е извънредно жилесто животно и може да изглежда недохранен дори когато е в добро здраве.
Смята се, че североизточният койот и кейпкодския койот са 50% смесица с червения вълк. Койотите могат да се кръстосват и да създават плодовито потомство също с вълците и домашните кучета. В естествено състояние това рядко се случва.

## Разпространение
Койотът се среща в Северна и Централна Америка. Той е много адаптивен и заема голямо разнообразие от екологични ниши.
До средата на ХІХ в. койотът се е срещал от планините Сиера Невада на запад до р. Мисисипи на изток и от северната част на канадските провинции Албърта и Саскачеван (т.е. на гранацата на горите) на север до централно Мексико на юг.
Когато с изтребване на сивия вълк се откриват нови екологични ниши, койотът се разпространява широко по цялата територия на САЩ (днес обитава в 49 от 50-те щата, т.е. всички континентални щати без Хавайските о-ви), усвоява северните и източни части на Канада и значителна част от Аляска. На юг ареала му се разширява до Панама.

## Начин на живот и хранене
Поведението на койотите варира много, в зависимост от мястото, което обитават, но обикновено те живеят и ловуват поединично или по двойки. Хранят се главно с дребни бозайници, като земеровки, полевки и зайцевидни. Те са всеядни и допълват диетата си с растителни храни като плодове и треви. Достигат средна възраст от около 6 години.

## Размножаване
Койотите са моногамни животни. Размножителният им сезон е около месец февруари и в края на април или началото на май се раждат 4 – 6 малки. И двамата родители, а понякога и неразпръснали се малки от предишната година, помагат за изхранването. На три седмици малките излизат от бърлогата, под надзора на родителите. На 8 до 12 седмици започват да ги учат да ловуват. Семействата остават заедно през лятото, а през есента малките се отделят, за да намерят собствена територия. Те обикновено се преселват на разстояние до 15 km. Младите достигат полова зрелост на възраст 1 година.

## Ролята на койота в митологията
Койотът е герой на много митове и легенди, разпространени сред редица индиански племена от Северна и отчасти Централна Америка. Обикновено той се проявява в ролята на трикстер, а в някои случаи и на демиург, който създава света и хората.

## Галерия
- Койотът не се бои да навлиза в територията на човека
- Койот в края на зимата
- Леговище на койот в Уайоминг
- Койотът е популярен герой в митологията на американските индианци
- Койот в аризонската пустиня